# Fót tömegközlekedése
A szócikk nem csak kizárólag a Volánbusz által üzemeltetett autóbusz-közlekedéssel foglalkozik, hanem a Fótot érintő összes közlekedési rendszert (és azok esetleges hiányosságait) igyekszik bemutatni.
Fót város tömegközlekedésének fő kiszolgálója a Volánbusz. Emellett a városnak egy vasútállomása és két vasútmegállója van. Az áthaladó sűrű személy- és tehergépkocsi-forgalom hosszú évek óta okoz problémát a városnak.
Fót közvetlenül csak közúti és vasúti közlekedési eszközökkel közelíthető meg.

## Helyi és helyközi autóbusz-közlekedés
Fóton a Volánbusz rendelkezik telephellyel (garázs) és autóbusz-állomással.

### Helyi járati autóbusz

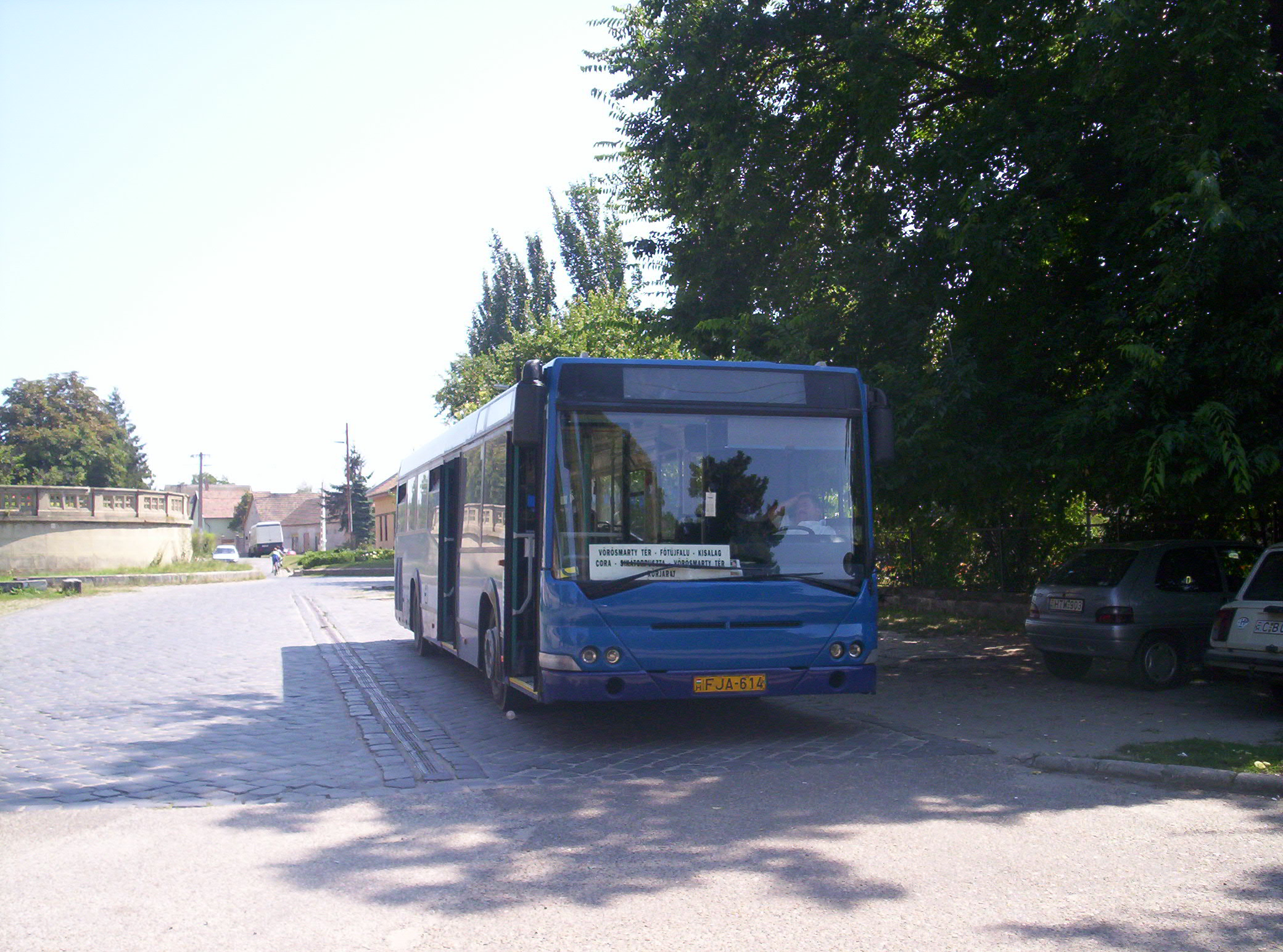
Fóti helyi járat

A városnak egyetlen helyi járati autóbusza van, melyet 2000 után hoztak létre, ám azt nem a Volánbusz üzemelteti. Egyetlen autóbusz közlekedik három útvonalon, körjárati rendszerben az Auchan áruház és a város többi pontja között. A járat 2015-ben megszűnt, helyette az Auchan-busz közlekedik.

### Helyközi közlekedés
Fót helyközi autóbusz-közlekedése kéttengelyű: az egyik tengely a Dunakeszi-Mogyoród, a másik a Budapest-Csomád irányú tengely. A tengelyek között a helyi érdekeknek megfelelően több irányban is átjárás történik (pl. a 308-as busz a Dunakeszi-Mogyoród tengelyen haladva a Gyermekvárosnál rákanyarodik a Budapest-Csomád tengelyre).
Fót a kapuja Budapest északkeleti agglomerációjának, így a városon átmenő helyközi autóbusz-forgalom sűrű. Fótról közvetlenül elérhető a Dunakeszi járás összes, a Gödöllői és a Váci járás néhány települése és értelemszerűen Budapest. A hivatásforgalom nagyobb része Budapestre irányul, kisebb része Dunakeszire, a többi környező településekre elhanyagolható mértékű.

#### Csomópontok
Két fontosabb csomópont nevezhető meg Fóton: az autóbusz-állomás és a város központjában lévő Gyermekváros nevű megálló. Ez utóbbi megálló a két autóbusz-közlekedési tengely találkozása.

#### Fótot érintő járatszámozásos helyközi autóbusz vonalak
- 308: Budapest, Újpest-Városkapu → Dunakeszi, Szent Imre tér → Fót, autóbusz-állomás (→ Fót, Auchan áruház) → Budapest, Rákospalota → Budapest, Újpest-Városkapu
- 309: Budapest, Újpest-Városkapu → Dunakeszi, Szilágyi utca → Dunakeszi, Szent Imre tér → Fót, autóbusz-állomás (→ Fót, Auchan áruház) → Budapest, Rákospalota → Budapest, Újpest-Városkapu
- 310: Budapest, Újpest-Városkapu → Budapest, Rákospalota (→ Fót, Auchan áruház) → Fót, autóbusz-állomás → Dunakeszi, Szent Imre tér → Budapest, Újpest-Városkapu
- 311: (Fót, autóbusz-állomás → Dunakeszi, Szent Imre tér →) Dunakeszi, Báthory István utca → Dunakeszi, Szent Imre tér → Budapest, Újpest-Városkapu
- 313: Budapest, Újpest-Városkapu – Fót, Gyermekváros – Csomád – Őrbottyán – Vácrátót – Vácduka – Váchartyán – Kisnémedi – Püspökszilágy, általános iskola
- 314: Budapest, Újpest-Városkapu – Fót, Gyermekváros – Csomád – Őrbottyán – Vácrátót – Vácduka – Vác, autóbusz-állomás
- 315: Budapest, Újpest-Városkapu – Fót, Gyermekváros – Csomád – Őrbottyán – Váchartyán – Kisnémedi – Püspökszilágy, általános iskola
- 316: Budapest, Újpest-Városkapu – Fót, Gyermekváros – Őrbottyán – Váckisújfalu – Galgamácsa – Galgagyörk – Püspökhatvan – Acsa – Galgaguta – Bercel (–  Galgaguta – Nógrádkövesd – Becske)
- 317: (Budapest, Újpest-Városkapu –) Fót, VOLÁNBUSZ telep – Fót, Gyermekváros – Mogyoród, HÉV-állomás – Gödöllő, autóbusz-állomás
- 318: Budapest, Újpest-Városkapu – Fót, Gyermekváros – Veresegyház – Erdőkertes – Vácegres – Galgamácsa, vasútállomás/Galgamácsa, újtelepi bolt
- 319: Budapest, Újpest-Városkapu – Fót, Gyermekváros – Veresegyház – Erdőkertes (Háromház), autóbusz-forduló
- 320: Budapest, Újpest-Városkapu – Fót, Gyermekváros – Mogyoród, HÉV-állomás
- 324: Dunakeszi, Barátság utca 39. – Fót, Gyermekváros – Mogyoród, HÉV-állomás – Mogyoród, EGIS telep – Gödöllő, autóbusz-állomás
- 325: Dunakeszi, Barátság utca 39. – Fót, Gyermekváros – Mogyoród, HÉV-állomás
- 326: Fót, autóbusz-állomás – Fót, Gyermekváros – Mogyoród, HÉV-állomás
- 371: Vác, autóbusz-állomás – Göd – Dunakeszi, városháza – Fót, Gyermekváros (gyorsjárat)

### Járműpark

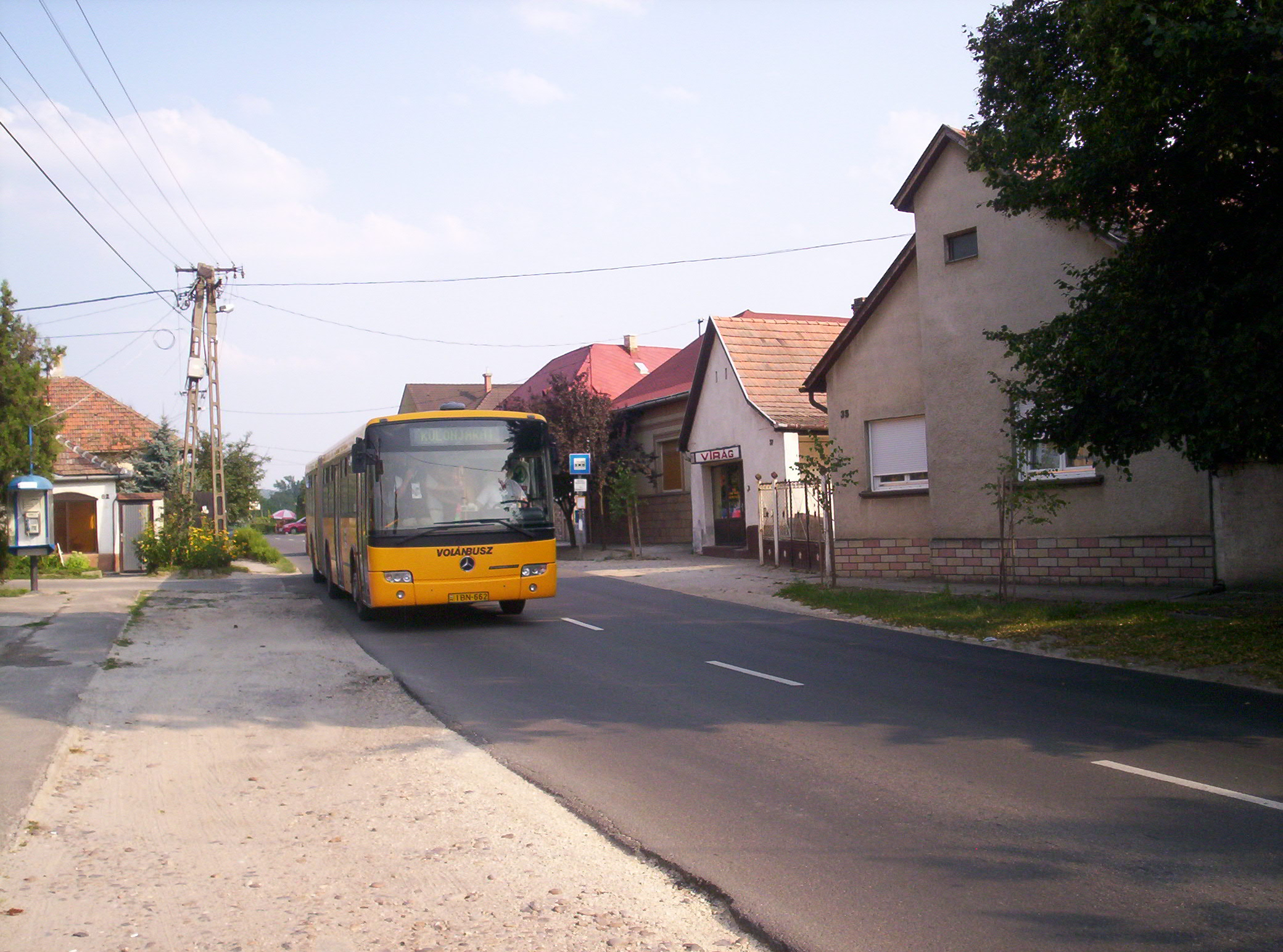
Volánbusz járat Mogyoród felől

A helyközi járatok járművei értelemszerűen megegyeznek a Volánbusz flottájába tartozó járművekkel, szinte az összes típus megfordul a forgalmi térségben. Komolyabb változás az Ikarus 200-as járműcsalád selejtezése volt 2008-ban, majd az ezt követő Volvo 7700A-k beszerzése, amivel párhuzamosan az Ikarus 435-ösök is kezdtek eltűnni az utakról. A legújabb típusok, amik 2009 tavaszán jelentek meg a forgalmi térségben, azok a Neoplan N44 és a MAN ÜL típusú buszok (részletesebben lásd ).
A helyi viszonylatot egy modernizált Ikarus 415-ös szolgálja ki.

### Díjszabás
A helyközi járatok díjszabási táblázata: . A jegy ára a megtenni kívánt távolságtól függ. A Budapestre közlekedő helyközi viszonylatokon a Budapest Bérlet is használható, ekkor csak a BB-szakaszhatárig kell jegyet vagy bérletet vásárolni.

## Vasúti közlekedés
Fót a Budapest–Vácrátót–Vác-vasútvonal mentén fekszik (tulajdonképpen a városon belül halad át a vasútvonal) és a területén a Fót vasútállomás (mely a két darab forgalmi és az egy iparvágányával csak kis túlzással nevezhető állomásnak) és két megálló: Fótújfalu és Fótfürdő van. A vonalon ütemes menetrend van érvényben és a hivatásforgalom Budapest-centrikus. A munkanapokon közlekedő gyorsított vonatok Fótfürdőn nem állnak meg. A Fót állomás és a Fótújfalu megálló bonyolítja a legnagyobb személyforgalmat a városban, Fótfürdő megálló utasforgalma gyér.

## Egyéb (egyéni) közlekedés
A város közel esik az M2-es és az M3-as autópályákhoz és az M0-is elég közel halad. A Budapest-Veresegyház irányú átmenő személy- és tehergépkocsi forgalom igen sűrű. Fóton kiépített kerékpárút nincsen. Folyó közvetlenül nem érinti a várost, ezért a hajózás nem lehetséges.